# Erythrodiplax bromeliicola
Erythrodiplax bromeliicola – gatunek ważki z rodziny ważkowatych (Libellulidae).